# Зоран Соколович
Зоран Соколович (босн. Zoran Sokolović, 2 червня 1965, Сараєво, СФРЮ) — боснійський бобслеїст. Тричі брав участь у зимових Олімпійських іграх в 1984, 1994 та 1998 роках.